# Yevhen Orlov
Yevhen Viacheslavovych Orlov –en ucraniano, Євген Вячеславович Орлов– (Kryvy Rih, 30 de enero de 1989) es un deportista ucraniano que compite en lucha grecorromana. Ganó dos medallas en el Campeonato Europeo de Lucha, plata en 2013 y bronce en 2012.

## Palmarés internacional
| Campeonato Europeo | Campeonato Europeo | Campeonato Europeo | Campeonato Europeo |
| Año                | Lugar              | Medalla            | Categoría          |
| ------------------ | ------------------ | ------------------ | ------------------ |
| 2012               | Belgrado (Serbia)  | Medalla de bronce  | 120 kg             |
| 2013               | Tiflis (Georgia)   | Medalla de plata   | 120 kg             |